# Cabanac-Séguenville
Cabanac-Séguenville è un comune francese di 171 abitanti situato nel dipartimento dell'Alta Garonna nella regione dell'Occitania.

## Società

### Evoluzione demografica
Abitanti censiti